# 日曜競馬ニッポン
日曜競馬ニッポン（にちようけいばニッポン）は、ニッポン放送で1976年4月から2021年3月21日まで放送されていた競馬中継である。
なお本稿では、独立番組として放送された期間の前後を含めた、ニッポン放送の競馬中継全体について記す。

## 概要
1974年、裏番組のラジオ関東『競馬実況中継』が土・日曜共に東日本主場全レース放送となる。当時ニッポン放送・文化放送は中央競馬の放送が不定期だったが、1976年度から毎週放送する様になった。両局間で調整した結果、単発のスポーツ中継枠『サンデービッグスポーツ』を持っていたニッポン放送が引き受け当番組を開始、文化放送は『決定!全日本歌謡選抜』を開始し番組内でメインレースを中継した。

放送開始当初は日曜日が『大橋巨泉の日曜競馬ニッポン』、土曜日も『土曜競馬ニッポン』というタイトルで昼12時から放送され、メインパーソナリティーに大橋巨泉を起用。しかし番組開始翌年の1977年10月、『NISSANラジオプラザ・タコ社長のマンモス歌謡ワイド』がスタートしたため土曜日の放送を取りやめた。
それ以後は日曜午後のレースを完全放送する体制に特化し、1980年代に入ると『大橋巨泉の責任プロデュース 日曜競馬ニッポン』とサブタイトルを改めたが、巨泉の日本での活動縮小の為1989年4月以降、放送時間が短縮され、パーソナリティーの冠が付かず、「日曜競馬ニッポン」と改めた。

データ協力はスポンサーでもある産業経済新聞社発行のサンケイスポーツおよび中央競馬専門媒体競馬エイト・週刊Gallopが行っており、解説者も夕刊フジを加えたフジサンケイグループの評論家・トラックマンのみで構成されている。ただし、臼井治が日刊競馬のトラックマンだった時代には、フジサンケイグループとは無関係の日刊競馬新聞社も当番組に出稿。また、競馬ブックOBの宮城昌康も出演していた。

### 競馬中継の中断や時間変更について
原則として終日完全放送を行うラジオNIKKEIやラジオ日本と異なり、自主的に企画・制作しており、放送されない日やプロ野球のデーゲームの中継（『ショウアップナイタースペシャル』）・その他特別番組を中断して実況を行う日がある（後述）。
- 番組を中断して実況を行う場合、基本的に東日本地区主場のメインレース、あるいはGI競走が放送される。『日曜のへそ』がプロ野球の予備番組として放送される場合も同様の措置となる。
- 14:55頃にニッポン放送ニュースを、14:57頃と15:53頃にニッポン放送交通情報(九段センター)を挟む。
- 4～9月期の15:15頃にプロ野球中継『ショウアップナイター』の告知コーナー『ショウアップナイターTODAY』を差し込む。
- 夏季開催・特別番組時などは15時から放送を開始する場合がある。なお1990年代には福島・新潟主場開催時に競馬中継を休止して音楽特番『フルタイムコレクション』を編成したこともあった。その場合や稀に報道特別番組が差し込まれるなどレースを生中継できない時は、「日曜競馬インフォメーション」と題して実況録音が流されることがあった。
- 「ラジオ・チャリティー・ミュージックソン」が放送される12月24日が日曜日の場合、15時台にGI有馬記念のレース実況を挟む。
- 毎年1月の中山金杯および京都金杯、12月のホープフルステークスが開催される日は、日曜日以外であっても、ニッポン放送スポーツスペシャルとして放送される。

### プレゼント
- 番組中に発表されるキーワードをはがき、またはメールで送れば、抽選によりその日の重賞競走（原則として関東のもの。但しGIが行われる場合は地区に関係なくそれを優先）の「夢馬券」と称し、解説者が推奨する馬券を抽選で贈呈する。

## シリーズの終焉とその後
2021年3月14日放送の番組内で、翌3月21日をもって当番組の終了を発表。立ち上げから45年間に及んだ独立番組としての歴史の幕を閉じた。その後、同月17日の定例記者会見でニッポン放送社長檜原麻希は同年4月4日から、中央競馬中継を独立した番組としては編成せず、前放送枠である『土田晃之 日曜のへそ』の放送時間を拡大し、第二部としてレース実況中継のみ内包する形式に変更される事を発表した。
2021年4月4日からは前述の通り『土田晃之 日曜のへそ』の第二部放送時間内（14:30 - 16:00）に発走する東日本主場の準メイン・メインレース、西日本主場のメインレースの実況とメインレースのパドック解説を内包する。
- 関西地区のメインレースがGI競走の場合、縮小当初は2020年までと異なり自社制作を行わない事もあった。その時は増井のみ現地から電話出演となり、アナウンサーによる進行は関東地区の競馬場から行った。但し2021年6月27日の宝塚記念以降、自社制作を再開した。

規模縮小後もホープフルステークス・東西金杯開催日は前年までと同様に、15:00から16:00までスポーツスペシャルとして中継している。
2022年11月以後、『ショウアップナイター』『ショウアップスポーツ』とブランドを統合した『競馬ショウアップ』の通称も使用されていた（2023年2月頃まで）。

## メインレースのネット受け
関西主場（主に京都競馬場・阪神競馬場）のメインレースについてはMBSラジオ（旧・毎日放送、『日曜競馬』→『みんなの競馬』→『GOGO競馬サンデー!』）からのネットワーク受けを行う。ただし関西主場でGIレースが行われる日は、ニッポン放送のスタッフが出張して自社制作を行なうことがある。この場合はMBSラジオが技術協力する。関東主場のメインレース実況はMBSおよび『GOGO競馬』のネット局に送られるが、関東でのGI開催日はMBSがスタッフを派遣して自社制作するため、ニッポン放送がMBSに対して技術協力を行う。

なおニッポン放送スポーツスペシャルとなる東西金杯とホープフルステークスの開催日は、MBSは2020年までニッポン放送との関係を重視していたが、2021年からは日曜開催の時のみ通常通りニッポン放送と相互ネット、日曜以外の日に行われる場合はニッポン放送とラジオ日本に同一の実況をネットする。

夏季北海道開催期間中はSTVラジオ（『中央競馬実況中継』）からネット受けを行う。2020年まではプロ野球のデーゲーム中継がある週を除き、函館・札幌開催の日曜メインレースを放送してきたが、2021年はクイーンステークス、エルムステークス、札幌記念のみに縮小。2022年は函館記念からネット受けを始め、以降も重賞競走を放送した。
中京競馬が第三場開催の場合、2010年3月まではすべての日曜重賞競走を放送したが、それ以降はGII以上の重賞のみ放送となる。GIの高松宮記念とチャンピオンズカップは自社制作を行うが、どうしても出来ない場合に限りMBSからネット受けをする。GIIの金鯱賞は2009年までは東海ラジオからネット受け、2019年は自社制作 を行ったが、2020・2021年はCBCラジオ（『CBCラジオ制作GOGO競馬サンデー』）からネット受けした。
2018年まで小倉競馬場が第三場開催で重賞競走を行う場合でも、九州朝日放送（KBCラジオ、『ダイナミックジョッキー』）制作の実況はMBSとラジオ日本にネットされ、当番組では小倉大賞典の放送がなかった。2019年は『GOGO競馬』の福岡県でのネット局がRKBに変更となったが、自社制作はせず小倉開催分についてもMBSが制作し、それをニッポン放送で受けて放送した。2020・2021年は聴取率調査期間と重なって『日曜のへそ』の放送枠を拡大したため、同日に東京競馬場で行われたGIフェブラリーステークスの実況のみ放送し、毎日放送制作の小倉大賞典の実況はラジオ日本にネットされた。

## 裏送り
ニッポン放送での放送時間から外れる関東主場のWIN5対象レース、および日曜最終レースはMBSラジオに裏送りされている（ニッポン放送での放送が休止になる日曜日も同様）。MBSのスタッフが関東の競馬場に出張する日は裏送りをしない。
2012年3月25日までは、STVラジオ（最終レースのみ。ただし函館・札幌開催時を除く）でも行っていた。

## その他のネット
MBS・STV以外では、IBC岩手放送（『のりこの週刊おばさん白書』『岩手競馬X』内包）に、GIレースの実況のみネットされる。

## 放送時間
- 12:00 - 16:40（ナイターイン時）、12:00 - 17:00（ナイターオフ時） - 1976年4月 - 1990年9月
- 13:00 - 17:00 - 1990年10月 - 1991年3月
- 13:00 - 16:40 - 1991年4月 - 1991年9月
- 13:00 - 16:30 - 1991年10月 - 1994年3月
- 13:00 - 16:00 - 1994年4月 - 2000年3月
- 15:00 - 16:00 - 2000年4月 - 2005年3月※重賞レースの開催日は14:30開始の場合あり
- 14:30 - 16:00 - 2005年4月 - 2021年3月21日

## 出演者

### 番組終了時点

#### 司会
- 清水久嗣 - TOKYO FM→ニッポン放送契約アナ（フリーとしては東京フイルム・メート所属）。2007年7月26日実況着任、2009年4月5日司会就任。2013年4月より土曜日のサンスポ競馬面にコラム<関西版にも掲載>を執筆。本番組終了後の『日曜のへそ』内実況中継では担当に入らない週もある。
- 堀江ゆかり - 1991年10月就任。

#### 解説者

##### メイン
- 藤牧満男 （競馬エイト関東OB）GIレース時には発走前ゲートリポートを行う場合もある。

##### パドック
- 星政彦（競馬エイト関東時計班）- ただし春と秋の新潟開催時には新潟総合テレビ『NSTみんなのKEIBA』への出演が優先され当番組には出演せず、エイト関東所属の他のトラックマンが週替わりで登場する。

##### レース予想
- スガダイ（ウマニティ公認プロ予想家） - 原則電話によるオンライン出演にて、司会者や解説者との会話を交えながら、その日のレースの予想を発表する。出演の際、冒頭に「ウマニティのカリスマ予想家 スガダイさん」と紹介される。

##### 関西担当
- 増井辰之輔（競馬エイト関西想定班）2019年秋からレギュラー。関西GIレース時のメイン解説を担当。ラジオ大阪『OBCドラマティック競馬』と兼務。

#### 実況アナウンサー
定年退職済みの胡口以外は全員ニッポン放送アナウンサー
- 洗川雄司 - 2001年入社。
- 大泉健斗 - 2017年入社。初実況は2018年12月16日（MBS向けの裏送り）、当番組での実況は2019年1月から。GIの初実況は2020年12月13日の阪神ジュベナイルフィリーズ。
- 煙山光紀 - ラジオたんぱからテレビ北海道を経て1995年入社。
- 胡口和雄 - 1972年入社。2008年10月31日付で定年到達も引き続き当番組に出演。

### 独立番組終了後

#### 解説
- 片桐靖弘（競馬エイト関東本紙） - 一部のレースで星に代わってパドック解説を行う。

#### アナウンサー
- 小林玄葵（こばやし・しずき） - 2024年信越放送より移籍。同年12月15日の中山10Rで自局向け実況デビュー。

### 過去

#### 司会
- はかま満緒 - 1976年以前のサンデービッグスポーツ時代に担当。

#### 実況
- 小倉智昭 - 東京12チャンネル（現・テレビ東京）→フリー（巨泉事務所→オールラウンド所属）。巨泉の引き抜きに乗って番組スタートと同時に12チャンネルを退社し参加。総合司会や実況などを担当したが当時は他に仕事がなかったと後年で語っていた。2024年12月死去。
- 小野浩慈 - 1979年（昭和54年）入社。1996年よりメイン司会兼務。会社再編でフジテレビに転籍後、2009年3月29日の放送を最後に『みんなのケイバ』→『みんなのKEIBA』へ転出。2015年5月末でフジテレビを定年退社、フリーとなる。
- 栗村智 - 1977年（昭和52年）入社。会社再編でフジテレビに転籍後、2012年5月より復帰。2013年8月に定年を迎えるも、局嘱託として引き続き当番組に出演。2018年8月に嘱託契約を終了し退社、フリーとなる[17]。
- 小永井一歩 - 2018年（平成30年）入社。初実況は2019年10月20日（MBS向けの裏送り）、重賞・GIの初実況は2020年5月17日のヴィクトリアマイル。2021年8月8日の新潟11RG3レパードステークス実況を最後に番組から離脱し、報道記者への異動を経て2025年1月退社独立。同年4月よりラジオ日本『競馬実況中継』に加入した。
- 深澤弘 - 1964年（昭和39年）東北放送より移籍。1970年代～80年代に担当。1994年に定年退職してフリーとなる。
- 福永一茂 - 1998年（平成10年）入社。会社再編でフジテレビに転籍のため実況を離脱。2017年に異動のためアナウンス業務からも離れるが、2022年に岩手めんこいテレビへ出向しアナウンス業務を再開。
- 舩山陽司 - NHK→ラジオNIKKEI→フリー（浅井企画所属）。2022年4月17日から一時期、東日本主場最終レースのMBSラジオ向け裏送り実況を担当。
- 松本秀夫 - 1985年（昭和60年）入社。2011年1月9日より15年ぶりに競馬実況に復帰、同年12月まで実況。2017年3月に早期退職してフリーとなる。
- 宮田統樹 - 1964年（昭和39年）入社。1970年代～80年代に担当。2001年に早期退職してフリーとなる。
- 山内宏明 - 1992年（平成4年）入社。1990年代末から2000年代にかけて一時担当。

#### 解説者
- 臼井治 - 1979年日刊競馬から競馬エイトに移籍。日刊競馬時代から当番組に出演を続けていたが、2018年12月23日放送限りで勇退。
- 榎本正男 - 1969年ダービーニュースから夕刊フジに移籍。
- 大橋巨泉 - メインパーソナリティ兼務。
- 川田重幸 - 競馬エイト関西想定班。2014年から2019年春まで関西メインの直前電話レポートや関西GI時のメイン解説者として出演。
- 佐藤洋一郎 - サンケイスポーツ東京本社OB。
- 芹沢邦雄 - サンスポ東京本社→Gallop初代編集長。
- 西島大和 - サンスポ東京本社元東日本主場本紙予想担当。
- 野城公男 - 競馬エイト関東→夕刊フジ東京→Gallop。福島テレビ『競馬中継』→『エキサイティング競馬』と掛け持ち。2013年3月まで土曜日発行の競馬面ではこの番組との連動コラム「野城のこれイチ!!」<関西版にも掲載>を執筆。
- 松本ヒロシ - 競馬エイト関東想定班、元看板評論家。現・『みんなのKEIBA』解説者。
- 水戸正晴 - サンスポ東京本社元東日本主場本紙予想担当。
- 宮城昌康 - 競馬ブック関東当日版本紙予想→フリー評論家。一時失踪状態だったが巨泉と出会ったことを機に表舞台に復帰した。
- 矢尾板貞雄 - 元プロボクサー。引退後ボクシング解説の傍らで競馬評論家も担当していた。
- 吉田均 - 競馬エイト関東OB、元本紙予想担当。ただし、フジテレビ『スーパー競馬』と掛け持ちのため15時までの出演だった。

## イレギュラー放送
- 2008年2月3日は降雪により東京競馬場で予定されていた全レースが中止になったため、雪情報を伝える番組に変更になった。なおこの番組の終盤15:50ころに東京競馬場から小野が各場のメインレースの結果・払戻金を伝えた。
- 翌週2月10日も東京競馬全レースが中止になったが、通常通り放送は行われた。番組内では京都10・11レースをMBSラジオから、小倉メインレースの実況を九州朝日放送からネットした。
- 2008年2月24日は「オールナイトニッポン」40周年特番『俺たちのオールナイトニッポン40時間スペシャル』で、競馬中継の時間帯に放送された吉田拓郎担当のパートが事前録音だったため、東京競馬のメインレースGIフェブラリーステークスは休止となったが、STVラジオとIBC岩手放送向けに裏送りで放送し、自局では16:30頃と18:29頃の2回、結果及び払戻金を伝えた。
- 2014年2月9日・16日は両日とも東京競馬場が前日（16日は一昨日）の積雪の影響で予定されていた全レースが中止になったため、ニッポン放送本社スタジオから一部内容を変更して放送が行われた。番組内では京都の第10･11レースを中継（MBSラジオからネット）したほか、プロ野球春季キャンプやソチ冬季五輪など競馬以外のスポーツ情報も併せて放送した。また司会の清水がソチ冬季五輪取材に伴い欠席（15時台にソチから電話出演）したため、両回とも煙山が代行を務めた。
- 2019年10月13日はプロ野球クライマックスシリーズ・セ第4戦『巨人×阪神』放送のため休止し、GI秋華賞のパドック解説と実況のみ清水を現地に派遣して放送する予定だったが、令和元年東日本台風（台風19号）上陸に伴う交通機関の乱れにより出張が不可能となったため、パドック解説のみ増井が現地から電話で出演、実況はMBSからネットを受けた。
- 2020年前期の関西地区GI競走（桜花賞・天皇賞（春）・宝塚記念）は、JRA側が新型コロナウイルス（COVID-19）による改正・新型インフルエンザ等対策特別措置法に基づく緊急事態宣言の発令を受けて協議を要請。JRAの提案項目の一つに人馬の移動制限があったため、ニッポン放送・ラジオ日本共にアナウンサーの出張を断念。増井は通常通り現地（阪神・京都）競馬場の放送席から出演、実況はMBSからニッポン放送向けに裏送り[18] を行った。逆に、関東地区GI競走（皐月賞、NHKマイルカップ、ヴィクトリアマイル、オークス、日本ダービー、安田記念、スプリンターズステークス）はMBSラジオ及び『GOGO競馬サンデー!』を放送する各局へネットした。
- 2021年の関西地区GI競走（高松宮記念、大阪杯、桜花賞、天皇賞・春）はMBSラジオからネット受けを行い、ニッポン放送は関東地区GI競走（フェブラリーステークスからスプリンターズステークスまで。ただし、皐月賞を除く）をMBSラジオおよび『GOGO競馬』を放送する各局へネットした。
- 2022年はフェブラリーステークスのみ、MBSラジオおよび『GOGO競馬』を放送する各局へネットした。